# Любарецька сільська рада
| Любарецька сільська рада — орган місцевого самоврядування у Бориспільському районі Київської області з адміністративним центром у с. Любарці. Історична дата утворення: в 1943 році. Сільській раді підпорядковані населені пункти: - с. Любарці - с. Тарасівка |

## Склад ради
Рада складається з 16 депутатів та голови.

### Керівний склад ради
| ПІБ                            | Основні відомості | Дата обрання | Дата звільнення |
| ------------------------------ | --- | ------------ | --------------- |
| Донець Юрій Іванович           | Сільський голова, 1957 року народження, освіта вища, безпартійний, був головою Ради попереднього скликання                       | 11.06.2006   | 31.10.2010      |
| Коломієць Микола Іванович      | Сільський голова, 1969 року народження, освіта вища, безпартійний                                                                | 31.10.2010   | 25.10.2015      |
| Коломієць Микола Іванович      | Сільський голова, 1969 року народження, освіта вища, безпартійний                                                                | 25.10.2015   | 11.04.2016      |
| Гопкало Ольга Іванівна         | Т. в. о. сільського голови, секретар сільської ради                                                                              |              |                 |
| Сидоренко Володимир Васильович | Сільський голова, 1979 року народження, освіта вища, безпартійний, до обрання - директор КП "Любарецьке комунальне господарство" | 04.12.2016   | 23.11.2020      |

Примітка: таблиця складена за даними джерела